# باتاویا (آیووا)
باتاویا (به انگلیسی: Batavia) شهری در ایالت آیووا کشور ایالات متحده آمریکا است که جمعیت آن در سرشماری سال ۲۰۱۰ میلادی، ۴۹۹ نفر بوده‌است.